# Nuoto ai XVII Giochi paralimpici estivi - Uomini 50 metri rana
Le gare di nuoto 50 metri rana maschili ai XVII Giochi paralimpici estivi sono state svolte il 29 agosto e il 4 settembre 2024 alla Paris La Défense Arena.

## Programma
Sono stati disputati due eventi in altrettante giornate. La gara della classe SB2 comprendeva una serie di due batterie di qualificazione la mattina del 29 agosto mentre la finale è stata disputata la sera del medesimo giorno. Nella classe SB3, invece, è stata disputata solo la finale la sera del 4 settembre.

## Risultati
Tutti i tempi sono espressi in minuti e secondi.

### SB2
Le gare sono state svolte il 29 agosto 2024.
| Pos. | Atleta                             | Nazione              | Tempo   | Note |
| ---- | ---------------------------------- | -------------------- | ------- | ---- |
|      | Arnulfo Castorena                  | Messico              | 0:59,41 |      |
|      | Ismail Barlov                      | Bosnia ed Erzegovina | 1:02,74 |      |
|      | Grant Patterson                    | Australia            | 1:04,54 |      |
| 4    | Cristopher Gregorio Tronco Sanchez | Messico              | 1:05,26 |      |
| 5    | Emmanuele Marigliano               | Italia               | 1:06,95 |      |
| 6    | Marcos Rafael Zarate Rodriguez     | Messico              | 1:10,73 |      |
| 7    | Ioannis Kostakis                   | Grecia               | 1:14,00 |      |
| 8    | Charkorn Kaewsri                   | Thailandia           | 1.16,36 |      |

### SB3
La gara si è svolta il 4 settembre 2024.
| Pos. | Atleta                         | Nazione       | Tempo   | Note |
| ---- | ------------------------------ | ------------- | ------- | ---- |
|      | Takayuki Suzuki                | Giappone      | 0:48,04 |      |
|      | Efrem Morelli                  | Italia        | 0:49,41 |      |
|      | Miguel Luque                   | Spagna        | 0:50,52 |      |
| 4    | Jo Gise-ong                    | Corea del Sud | 0:50,73 |      |
| 5    | Ami Omer Dadaon                | Israele       | 0:51,34 |      |
| 6    | Vicente Gil                    | Spagna        | 0:53,06 |      |
| 7    | Gustavo Ramon Sanchez Martinez | Messico       | 1:00,28 |      |